# WDR-Studio Bielefeld

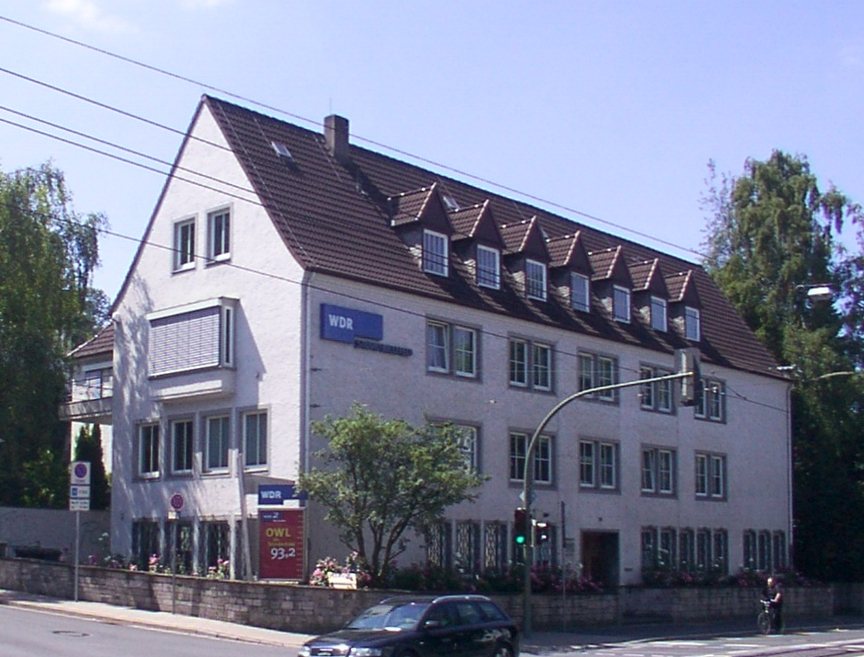
WDR, Studio Bielefeld

Das WDR-Studio Bielefeld ist eines von elf Regionalstudios des Westdeutschen Rundfunks in Nordrhein-Westfalen und zuständig für die Fernseh- und Hörfunkberichterstattung aus Ostwestfalen-Lippe, dem Regierungsbezirk Detmold. 1962 gegründet, gehörte das Studio in Bielefeld zu den ersten Regionalstudios des WDR.
Zum Studio gehört seit 1996 ein Büro in Detmold, dem Sitz der Bezirksregierung, und seit 2007 eines in Paderborn. Von dort berichten jeweils ein Redakteur und mehrere freie Mitarbeiter aus den Kreisen Lippe und Paderborn.

## Geschichte
Nachdem 1954 das WDR-Gesetz beschlossen worden war, welches den Rundfunk in Nordrhein-Westfalen regelt und zu einer Aufspaltung des NWDR in die Landesrundfunkanstalten führen sollte, wurde 1954 das Studio Bielefeld des WDR als Büro Bielefeld gegründet. In der Lessingstraße nahm der Korrespondent Werner Höcker den Betrieb auf. Er führte das Studio bis 1989 und galt als die Stimme Ostwestfalens. Am 1. Januar 1956 existierte nach der Auflösung des NWDR der eigenständige WDR und damit auch ein eigenständiges WDR-Studio Bielefeld.
Zunächst noch auf technisch einfachem Niveau, wurde aus dem Büro am 15. Januar 1962 das erweiterte Studio Bielefeld in Betrieb genommen. 1966 wurde das Studio neuen technischen Möglichkeiten angepasst. 1981 zog das Studio in ein größeres Gebäude in der Lortzingstraße um. 1982 zog die Fernsehtechnik mit der Stationierung eines Kamerateams und der Einrichtung eines Schnittplatzes ein. 1984 wurde das Bielefelder Studio in den Reigen der Landesstudios aufgenommen. Seitdem kann es eigene Hörfunk- und Fernsehbeiträge verantworten. 1984 wurde das regionale Fenster für OWL im Fernsehen geöffnet, im Wechsel mit dem Landesstudio Münster. Im Jahr darauf erhielten die Studios Münster und Bielefeld je eigene Programmfenster aus der Region für die Region, zunächst täglich 15 Minuten, später dann infolge von Programmreformen mehr.
2006 beschloss der WDR-Rundfunkrat eine weitere Dezentralisierung des Senders. Das WDR-Studio Bielefeld übernahm im Fernsehprogramm die Produktion der WDR-Sendung „Freizeit NRW“ (über Freizeitangebote in NRW).
Nach Werner Höcker, der 1989 in den Ruhestand ging, wurde das Studio unter anderem von Werner Zeppenfeld, Michael Thamm, Solveig Münstermann und Jörg Brücher geleitet. Seit dem 1. Juni 2023 sind die Landesstudios des Westdeutschen Rundfunks anders organisiert und werden von einem neuen Leitungsteam aus sieben Personen geführt. Für drei westfälische Studios (Bielefeld, Münster und Siegen) ist seitdem Andrea Benstein schwerpunktmäßig zuständig. In Bielefeld hat die bisherige stellvertretende Studioleiterin, Claudia Bepler-Knake, nun die Funktion einer Redaktionsleiterin.
Die Lokalzeit OWL wird von Kristina Sterz, Marcus Werner, Tim Berendonk und Nina Moghaddam moderiert (Stand Februar 2024).

## Produktionen
- Lokalzeit OWL im WDR Fernsehen, halbstündiges Magazin mit regionalen Fernsehbeiträgen, montags bis freitags von 19.30 bis 20 Uhr (Kurzausgabe montags bis freitags von 18.00 Uhr bis 18.05 Uhr)
- Aktuelle Fernsehbeiträge für die Aktuelle Stunde und andere Sendungen des WDR Fernsehens
- WDR 2 für Ostwestfalen-Lippe, zweiminütige Hörfunksendung mit Regionalnachrichten oder Beiträgen sowie regionalem Wetter auf WDR 2, montags bis samstags zur halben Stunde nach den Weltnachrichten
- Regionale Beiträge und Reportagen für alle sechs Hörfunkwellen des WDR und für den ARD-Hörfunk.

## Regionale Zuständigkeit
Das WDR-Studio Bielefeld ist für die ARD-Berichterstattung aus den 69 Städten und Gemeinden der Region Ostwestfalen-Lippe zuständig. Dabei entstehen pro Jahr rund 2.000 Filmbeiträge und rund 10.000 Nachrichten und Hörfunkbeiträge.